# Шабарин, Евлампий Алексеевич
Евла́мпий Алексе́евич Шаба́рин (9 октября 1904, Козьмодемьянск, Казанская губерния, Российская империя — 13 мая 1989, Йошкар-Ола, Марийская АССР, РСФСР, СССР) — советский партийный и административный деятель. Председатель исполкома Йошкар-Олинского городского Совета депутатов трудящихся Марийской АССР (1943—1945), первый секретарь Ронгинского (1937—1938) и Волжского (1939—1942) райкомов ВКП(б) МарАССР. Один из организаторов Волжского района Республики Марий Эл (1939). Член ВКП(б) с 1929 года.

## Биография
Родился 9 октября 1904 года в г. Козьмодемьянске ныне Марий Эл в семье сапожника. В 1922 году окончил школу II степени, в 1926 году — советско-партийную школу в родном городе. До 1926 года был чернорабочим в разных организациях города Козьмодемьянска. 
С 1926 года находился на комсомольской, с 1929 года — на профсоюзной, с 1930 года — на партийной работе. В 1929 году принят в ВКП(б). С 1935 года — второй, в 1937–1938 годах — первый секретарь Ронгинского райкома ВКП(б) Марийской АССР.
С 1939 года являлся членом Оргкомитета по созданию Волжского района Марийской АССР, в 1939—1942 годах — первый секретарь Волжского райкома ВКП(б). Большое внимание уделял вопросам развития сельского хозяйства, в результате чего Волжский район МарАССР вышел в число передовых районов республики и неоднократно заносился на республиканскую Доску Почёта.
В 1942—1943 годах заведовал военным отделом Марийского обкома ВКП(б).
В 1943–1945 годах — председатель исполкома Йошкар-Олинского городского Совета депутатов трудящихся. На этом посту принимал меры по улучшению работы промышленных предприятий Йошкар-Олы, выполнению социально-культурных мероприятий.
В 1946—1953 годах был начальником Управления трудовых резервов Марийской АССР.
Скончался 13 мая 1989 года в Йошкар-Оле.

## Награды
- Орден Трудового Красного Знамени (1951)[1][2]
- Медаль «За трудовую доблесть» (1946)[1][2]
- Медаль «За доблестный труд. В ознаменование 100-летия со дня рождения Владимира Ильича Ленина»
- Почётная грамота Президиума Верховного Совета Марийской АССР (1957)[1]